# Buzău

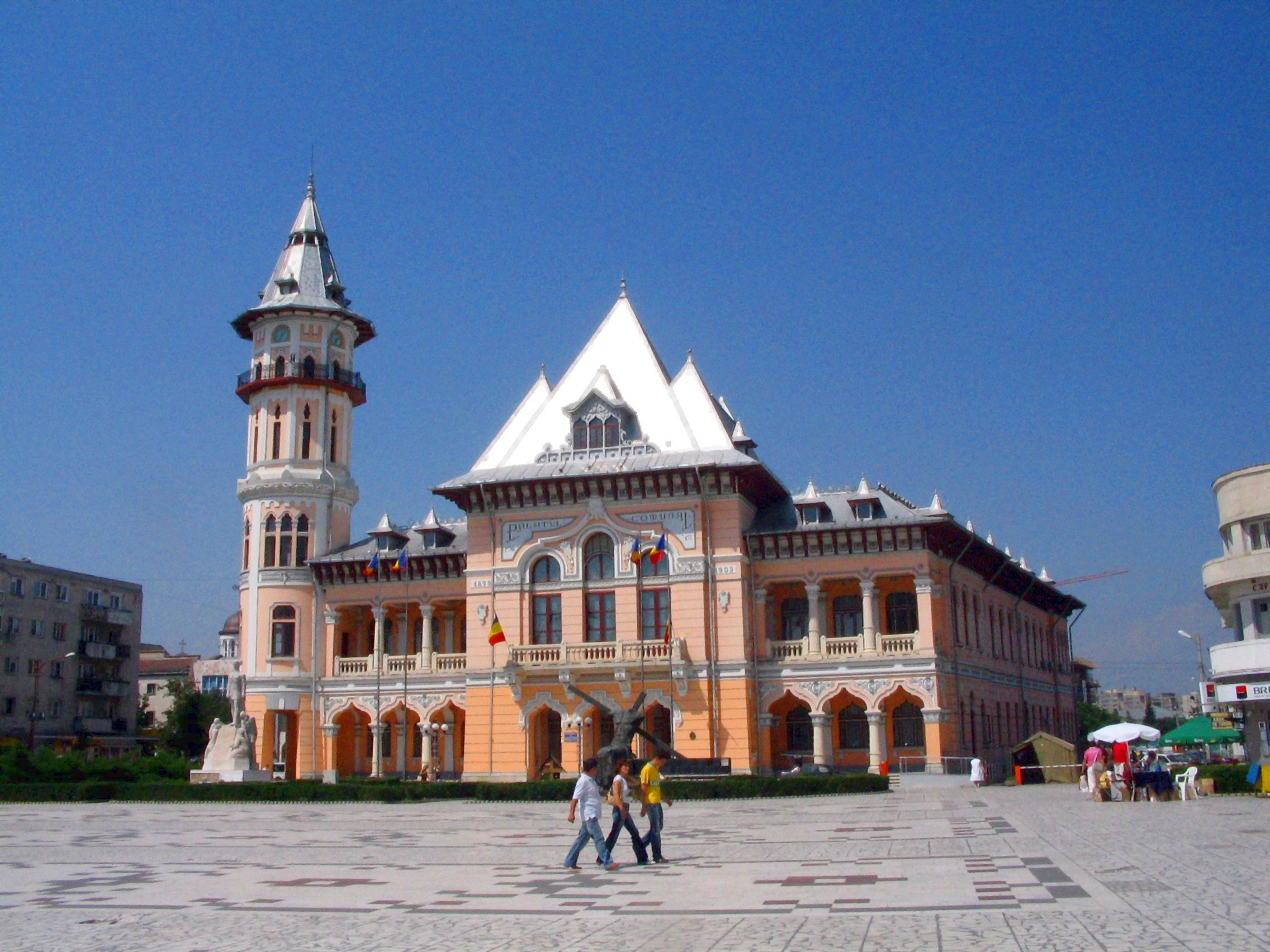
Palácio em Buzău.

Buzău é uma cidade e município da Roménia, no judeţ (distrito) de Buzău, com 115.494  habitantes (Censos de 2011).

## População
| 1912  | 1930  | 1948  | 1956  | 1966  | 1977  | 1992   | 2002   | 2011   |
| 28807 | 35687 | 43365 | 47595 | 61937 | 97787 | 148087 | 134227 | 115494 |